# Ramphotyphlops similis
Ramphotyphlops similis — вид змій родини сліпунів (Typhlopidae). Ендемік Індонезії.

## Поширення й екологія
Ramphotyphlops similis відомі з типової місцевості, що лежить в околицях Манокварі на сході півострова Чендравасіх на Новій Гвінеї. Вони живуть у вологих рівнинних тропічних лісах, на висоті до 100 м над рівнем моря.